# Oleg Zemlyakov
Oleg Zemlyakov, né le 7 juillet 1993 à Petropavl, est un coureur cycliste kazakh.

## Biographie
En 2015, sélectionné par l'équipe nationale du Kazakhstan, il commence sa saison par le Tour des Philippines, course classée 2.2 dans le calendrier de l'UCI Asia Tour. Il finit quatrième de la première étape, remportée par l'Australien Eric Sheppard, puis meilleur jeune et cinquième au classement général, à deux minutes et quarante secondes du vainqueur français Thomas Lebas.

## Palmarès et classements mondiaux

### Palmarès sur route
- 2013

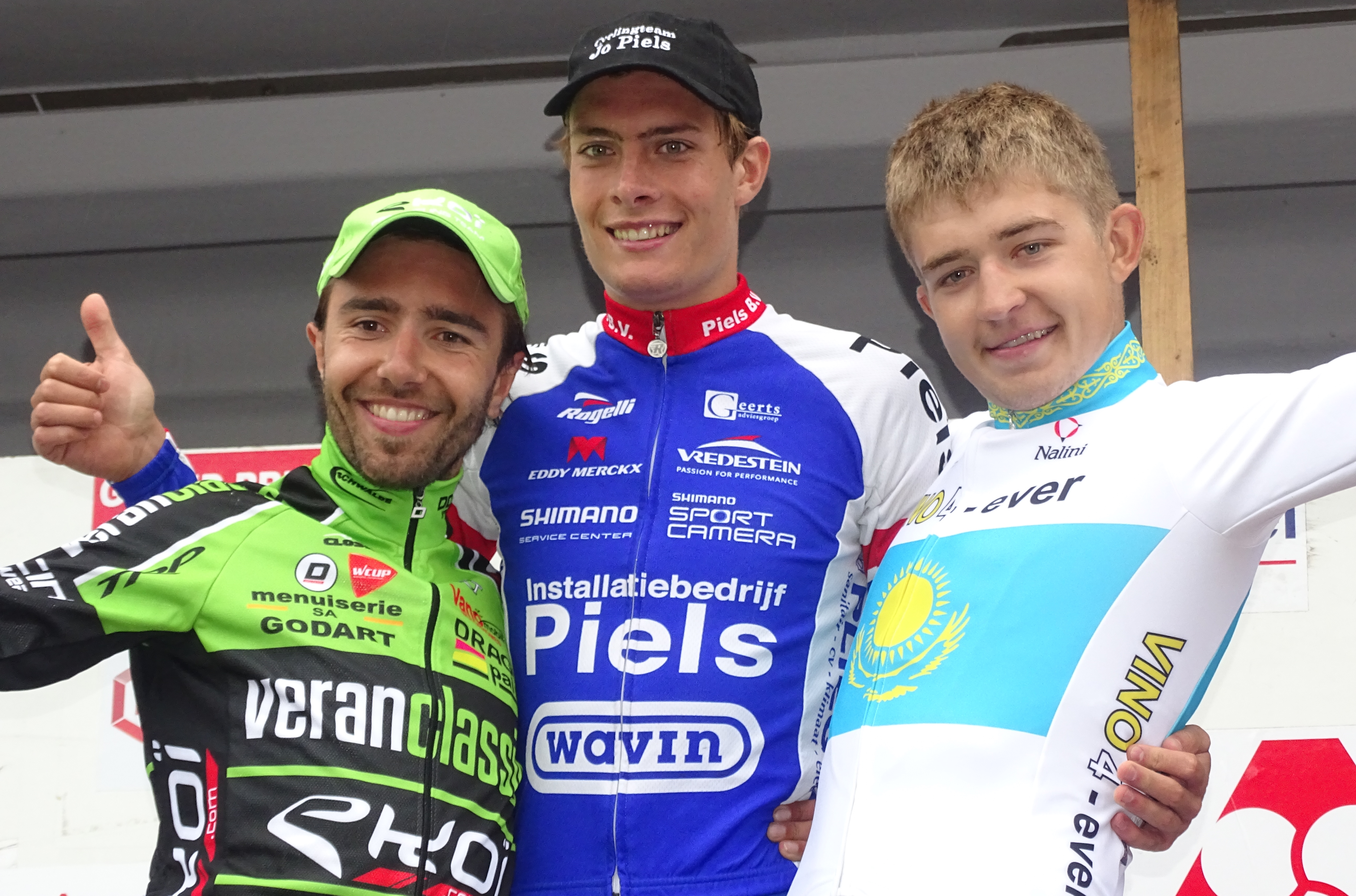
Podium de l'édition 2015 du Grand Prix des Marbriers : Serge Dewortelaer (2e), Tim Ariesen (1er) et Oleg Zemlyakov (3e).

  - Classement général de la Priirtyshe Stage Race
- 2014
  -  Médaillé d'argent au championnat d'Asie sur route espoirs
  - 2e du championnat du Kazakhstan du contre-la-montre
- 2015
  -  Champion du Kazakhstan sur route
  - 2e du Tour de Szeklerland
  - 2e du Tour de Bulgarie
  - 3e du Grand Prix des Marbriers
- 2016
  - Tour des Philippines :
    - Classement général
    - 2e étape

### Classements mondiaux
| Année                                 | 2014 | 2015 | 2016 |
| ------------------------------------- | ---- | ---- | ---- |
| Classement mondial                    |      |      | 787e |
| UCI Europe Tour                       | nc   | 131e | nc   |
| UCI Asia Tour                         | 53e  | 40e  | 101e |
|                                       |      |      |      |
| Légende : nc = non classéSource : UCI |      |      |      |